# Red flag (antropologia)

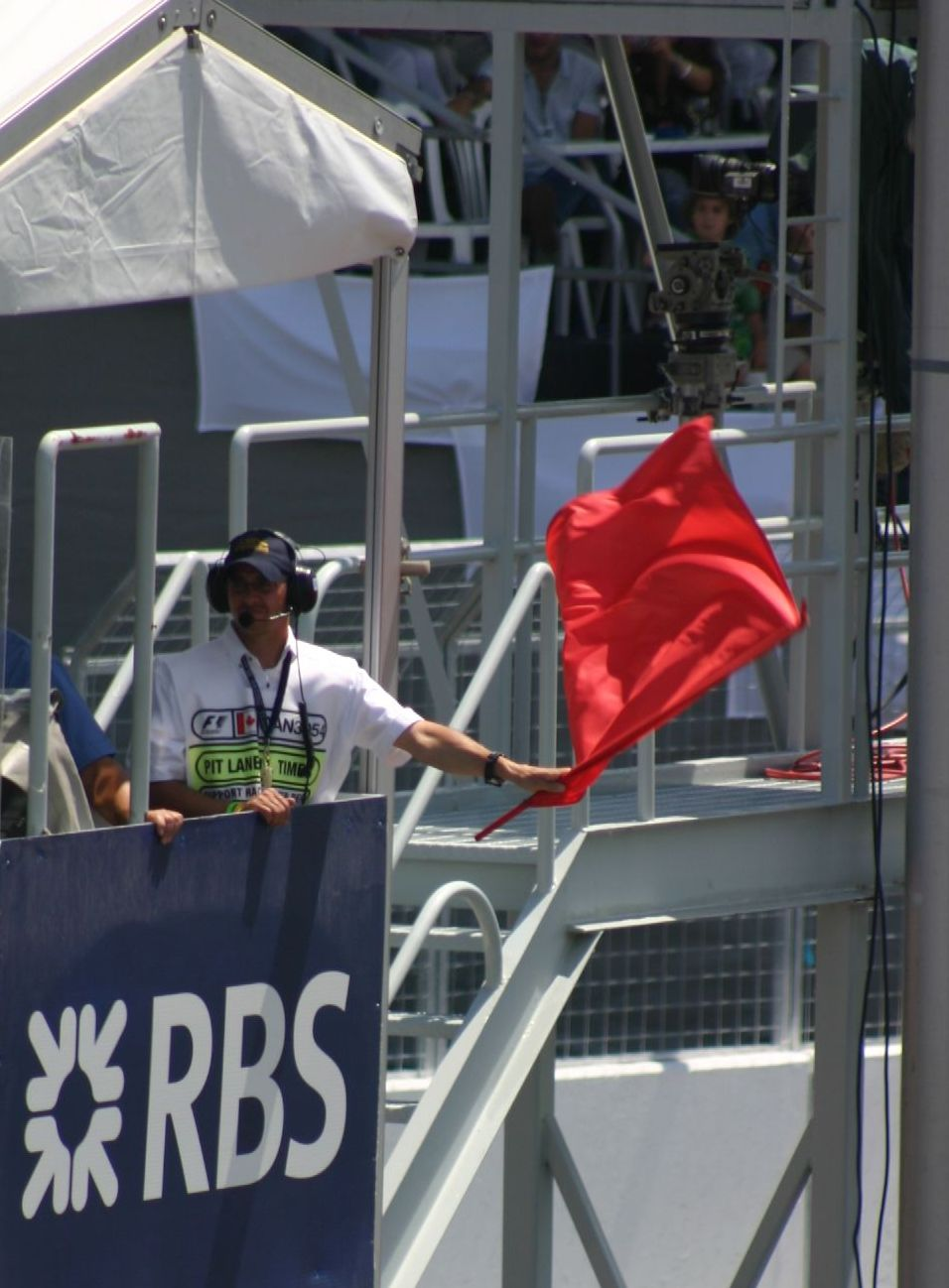
Una bandiera rossa utilizzata durante il Gran Premio del Canada 2007

Red flag è un'espressione comune della lingua inglese, anche usata nella lingua italiana, indicante un comportamento nocivo di uno dei partner all'interno di una relazione che può compromettere la stessa.

## Nella psicologia
Il tema delle red flag è stato oggetto di analisi e studi da parte di scienziati ed esperti in materia sentimentale. Le red flag vengono analizzate dagli psicologi per dare consigli mirati a migliorare la vita di coppia. Tra le red flag che vengono spesso segnalate vi sono, ad esempio, un comportamento troppo geloso, manipolativo, irrispettoso e irresponsabile.

## Etimologia
L'idioma è dovuto al fatto che la bandiera rossa (in inglese red flag) viene spesso usata come segnale di pericolo.